# Orthoporidroides robusta
Orthoporidroides robusta är en mossdjursart som beskrevs av Moyano 1981. Orthoporidroides robusta ingår i släktet Orthoporidroides och familjen Celleporidae. Inga underarter finns listade i Catalogue of Life.